# Vinculación de nombres
En lenguajes de programación, la vinculación de nombres (name binding) es la asociación de entidades (dato y/o código) con identificadores. Se dice que un identificador vinculado a un objeto referencia ese objeto. Los lenguajes de máquina no tienen incorporada ninguna noción de identificadores, pero los lenguajes de programación de alto nivel incorporan esta vinculación entre un nombre y un objeto como un servicio y una notación que ayuda a los programadores. La vinculación está íntimamente conectada con el ámbito (scope), ya que el ámbito determina qué nombres se vinculan a qué objetos – en qué ubicaciones del código del programa (léxicamente) y en cuáles de los posibles caminos de ejecución (temporalmente).
El uso de un identificador id en un contexto que establece una vinculación para id se denomina una ocurrencia de la vinculación (o de la definición). En todas las demás ocurrencias (p. ej., en expresiones, asignaciones o llamadas a funciones), un identificador representa aquello a lo que está vinculado.
- Datos: Q16928028